# Nowiny (Złotów)
Pour les articles homonymes, voir Nowiny.
Nowiny (prononciation : [nɔˈvinɨ]) est un village polonais de la gmina de Złotów dans le powiat de Złotów de la voïvodie de Grande-Pologne dans le centre-ouest de la Pologne.
Il se situe à environ 6 kilomètres à l'ouest de Złotów (siège de la gmina et du powiat), et à 109 kilomètres au nord de Poznań (capitale de la Grande-Pologne).
Le village possédait une population de 300 habitants en 2006.

## Histoire
De 1975 à 1998, le village faisait partie du territoire de la voïvodie de Piła.

Depuis 1999, Nowiny est situé dans la voïvodie de Grande-Pologne.